# 설측음
설측음(舌側音, lateral, 문화어: 혀옆소리)은 닿소리를 발음할 때 혀의 중앙 부분이 위턱 부분에 접촉하여 공기의 흐름을 막은 채 혀의 양 옆에서 공기를 통화시키면서 내는 소리이다. 측음, 측면음, 혀옆소리라고도 한다. 
양 옆에 있는 틈이 약간 넓은 설측접근음(lateral approximant)과 틈이 좁은 설측마찰음(lateral fricative)으로 나눌 수 있다. 또 치경 설측음 [l]을 짧게 조음한 치경 설측탄음(lateral flap)이 있다.

## 국제 음성 기호
- [l] - 치경 설측 접근음
- [ɭ] - 권설 설측 접근음
- [ʎ] - 경구개 설측 접근음
- [ʟ] - 연구개 설측 접근음
- [ɫ] - 치경 연구개 설측 접근음
- [ɬ] - 무성 치경 설측 마찰음
- [ɮ] - 유성 치경 설측 마찰음
- [ɺ] - 치경 설측 탄음

## 한국어
- ㄹ(음절말) - 치경 설측 접근음 [l] 또는 권설 설측 접근음 [ɭ]